# Petra Jászapáti
Petra Jászapáti (Szeged, 31 december 1998) is een Hongaars shorttrackster.

## Biografie
Jászapáti begon in 2008 met shorttracken in haar geboortestad Szeged. Ze vertegenwoordigde Hongarije op de Olympische Winterspelen 2018 en 2022. Op dat laatste toernooi won ze een bronzen medaille met de Hongaarse ploeg op het nieuwe onderdeel de gemengde aflossing. Met de vrouwenaflossingsploeg won ze verscheidene medailles op wereldkampioenschappen en Europese kampioenschappen. Een individuele medaille haalde ze voor de eerste keer tijdens het EK 2023, waar ze over 1000 meter derde werd.